# Reifling
Reifling est une ancienne commune autrichienne du district de Murtal en Styrie.